# Mizuho, Tokyo

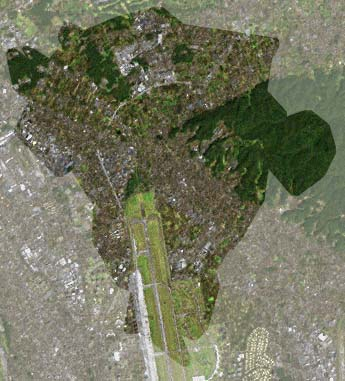
Nhìn từ vệ tinh

Mizuho (瑞穂町 (Thụy Tuệ đinh) Mizuho-machi) là một thị trấn nằm ở phần phía tây của Tokyo, trong vị trí trung tâm vùng Kantō của Nhật Bản. Tính đến  ngày 1 tháng 2 năm 2016, ước tính thị trấn có dân số là 33.117người và mật độ dân số là 1970 người/km². Nó có tổng diện tích là 16,85 kilômét vuông (6,51 dặm vuông Anh).

## Địa lý
Mizuho nằm ở dưới chân của dãy núi Okutama phía tây Tokyo, giáp với tỉnh Saitama ở phía bắc.

### Các đô thị lân cận
- Tokyo
  - Hamura (ở phía tây)
  - Ōme (ở phía tây)
  - Fussa (ở phía nam)
  - Musashimurayama (ở phía đông)
- Saitama
  - Iruma (ở phía bắc)
  - Tokorozawa (ở phía đông)

## Lịch sử
Khu vực này xưa kia thuộc Tỉnh Musashi (cũ). Thời Minh Trị Duy Tân thì cuộc cải cách địa chính ngày 22 tháng 7 năm 1878 tách khu vực này nhập vào Nishitama thuộc Kanagawa. Các thôn Hakenogasaki, Ishihata, Tonogaya và Nagaoka thì chuyển thành xã kể từ 01 tháng 4 năm 1889. Nishitama thì nhập vào Tokyo ngày 1 tháng 4, 1893. 
Ngày 10 tháng 11 năm 1940 chính phủ gom bốn xã Hakenogasaki, Ishihata, Tonogaya và Nagaoka vào làm một, lập ra thị trấn Mizuho. Mizuho sáp nhập thêm thị xã Sayama trước thuộc Saitama năm 1958.

## Giáo dục
Mizuho có năm trường tiểu học công lập, hai trường trung học công và một trường phổ thông công lập (Trường trung học Nōgei Mizuho). Ngoài ra còn có một trường giáo dục đặc biệt.

## Giao thông vận tải

### Đường sắt
- Tuyến Đông Nhật Bản - Tuyến Hachiko
  - Ga Hakonegasaki

### Quốc lộ
- Quốc lộ 16 Nhật Bản

## Thành phố kết nghĩa
- Morgan Hill, California, Hoa Kỳ[2]

## Phổ biến trong phương tiện truyền thông
Thị trấn được thêu dệt trong Visual novel với tên gọi CLANNAD do hãng phần mềm Key (công ty) đã được xây dựng nên dựa vào hình ảnh của Mizuho.